# Alebroides bidens
Alebroides bidens är en insektsart som beskrevs av Irena Dworakowska 1994. Alebroides bidens ingår i släktet Alebroides och familjen dvärgstritar.
Artens utbredningsområde är Sri Lanka. Inga underarter finns listade i Catalogue of Life.